# Morzinplatz

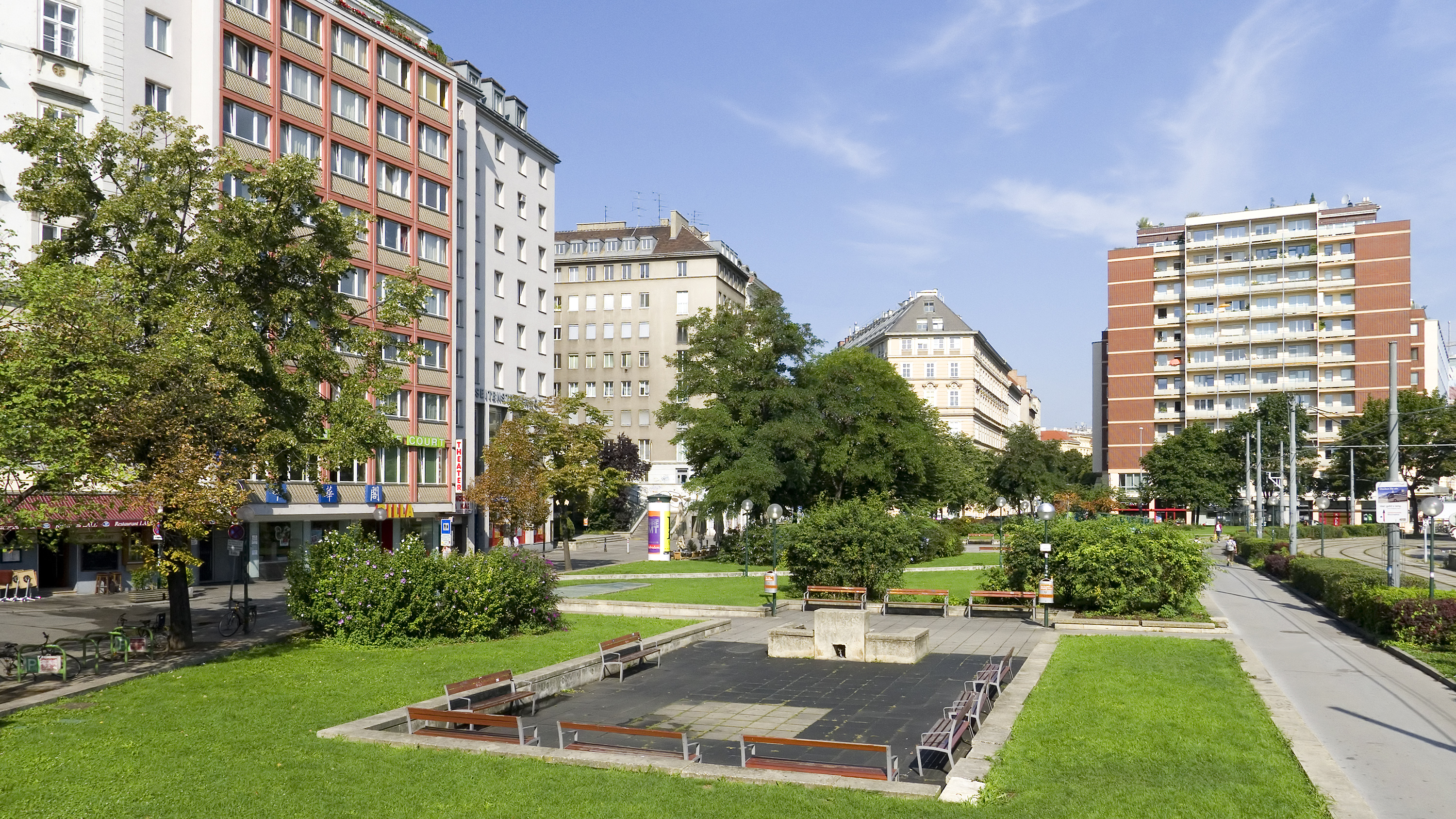
Der Morzinplatz

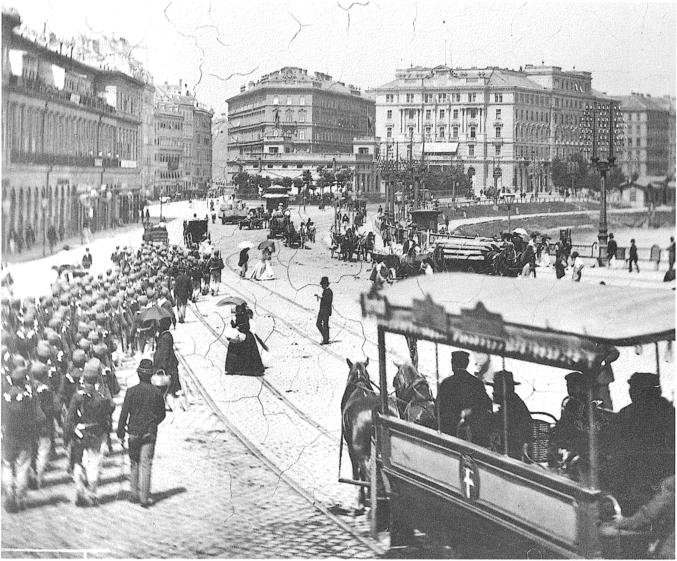
Morzinplatz im Jahr 1876: links der Vorgängerbau des 1887 errichteten Herminenhofs, rechts das Hotel Métropole, davor der Franz-Josefs-Kai; die im Hintergrund abzweigenden Gassen sind Salzgries (links) und Gonzagagasse (Mitte, links vom Hotel).

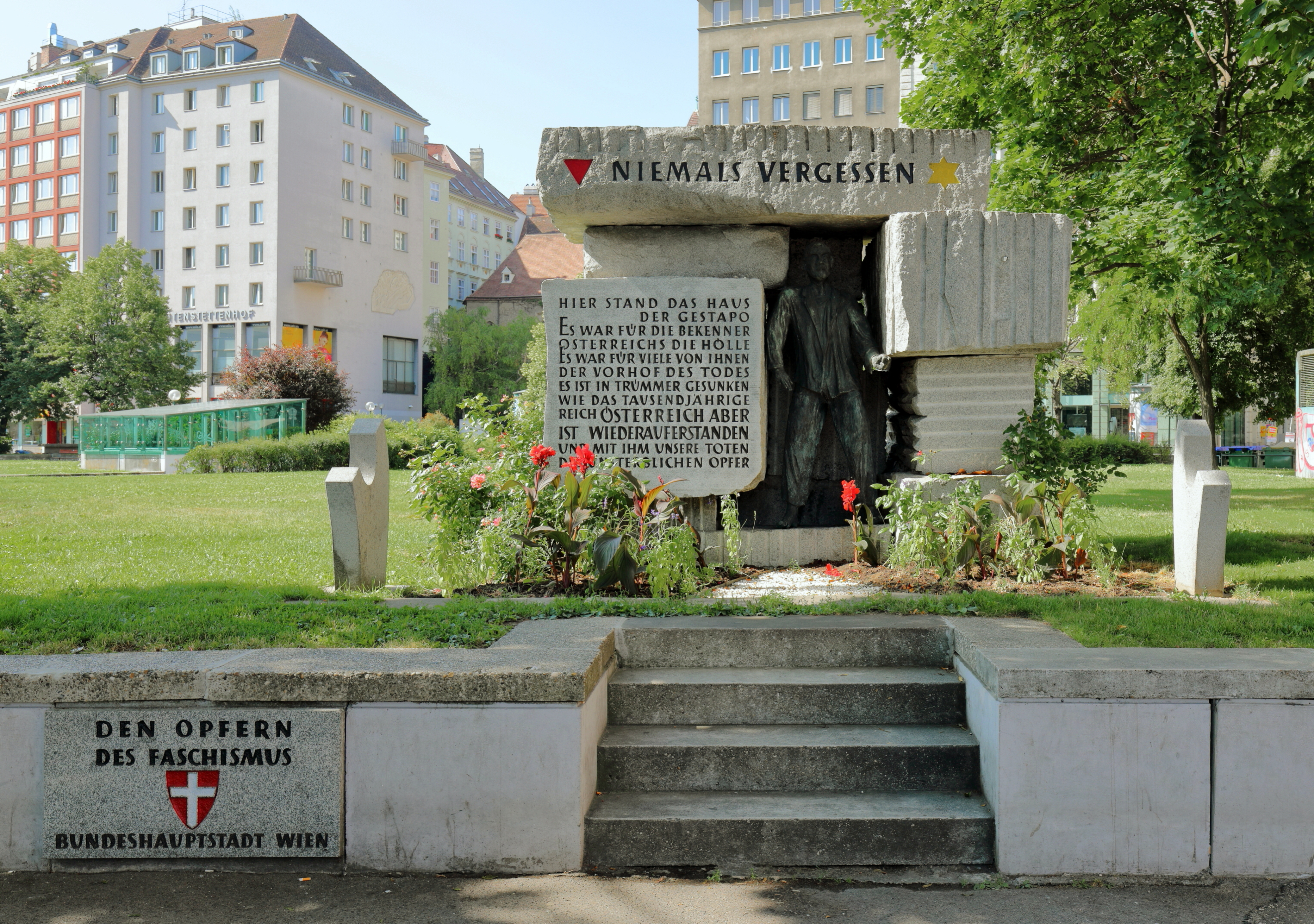
Denkmal zur Erinnerung an die Opfer der Gestapo am Morzinplatz. Im Hintergrund die Ruprechtskirche

Der Morzinplatz in Wien ist ein Platz im 1. Wiener Gemeindebezirk, der Inneren Stadt.

## Lage
Der Platz grenzt im Nordosten zwischen Salztorbrücke und Marienbrücke an den Franz-Josefs-Kai, Hauptverkehrsader zwischen Altstadt und Donaukanal. Er stellt sich als platzartige Erweiterung des Kais dar, da er von diesem nicht durch Gebäude abgegrenzt ist. Zum südöstlich angrenzenden Schwedenplatz, ebenfalls eine Erweiterung des Kais, besteht keine sichtbare Abgrenzung. An der südwestlichen, altstadtseitigen Begrenzung des Platzes fällt die Geländestufe zur von Geologen Stadtterrasse genannten, erhöht gelegenen Altstadt auf, wohin die Ruprechtsstiege führt. Im Nordwesten grenzt der Platz an das nach 1860 neu entstandene Textilviertel.
In den Platz münden aus der Altstadt der Rabensteig (Bermudadreieck) und die Marc-Aurel-Straße. Der einmündende Salzgries bildete jahrhundertelang die Begrenzung der Altstadt. Die Gonzagagasse kommt aus dem Textilviertel. Die parallel zum Kai verlaufende, vom Südosten in den Morzinplatz mündende Kohlmessergasse besteht seit 1954 nicht mehr.

## Geschichte
Hier mündete bis ins 16. Jahrhundert ein dem Verlauf des heutigen Salzgrieses entsprechender Donauarm in den Donaukanal; bis 1561 befand sich hier ein städtischer Schiffsanlegeplatz.
Der heutige Platz ist um 1860, nach der Entfernung der Stadtmauer, im Zuge der Errichtung des Franz-Josefs-Kais angelegt worden. Die Geschichte der Stadtmauer, ihrer Demolierung und der Anlage des die Altstadt umrundenden Straßenzuges ist hier im Detail dargestellt.
Die Benennung des Platzes erfolgte 1888 nach Oberst Vinzenz Graf Morzin (1803–1882), k.k. Kämmerer, der als letzter seines Geschlechts der Stadt Wien eine Million Gulden für Arme, Waisen und körperbehinderte Kinder vermacht hatte.
Im 20. Jh. erlangte der Platz als Adresse der Wiener Gestapo-Zentrale, die 1938–1945 im ehemaligen Hotel Métropole, Morzinplatz 4, untergebracht war, sehr negative Bedeutung. Gegenüber dem ehemaligen Haupteingang befindet sich ein Denkmal zur Erinnerung an die Gestapo-Opfer.
1944 wurde in Wien ein Tunnelsystem gebaut, das einen Teil der Luftschutzkeller miteinander verband.
Am Morzinplatz war ein verbunkertes Ausgangsbauwerk; ebenso am Rudolfsplatz, im Volksgarten, im Burggarten und im Stadtpark.
Der Platz war im Südosten bis 1945 von der Seitenfront des großen Herminenhofs am Franz-Josefs-Kai begrenzt, mit 110 m Fassadenlänge damals das größte (Gruppen-)Wohnhaus der Bauperiode 1887–1890 in Wien. (Hinter dem Bau verlief parallel zum Kai zwischen Morzinplatz und Rotenturmstraße die Kohlmessergasse.) Das Gebäude wurde im Zuge der Schlacht um Wien so stark beschädigt, dass der Wiederaufbau nicht erwogen wurde. Der Bauplatz wurde eingeebnet, die Fläche in den Morzinplatz einbezogen; die am Rand der Altstadt verbliebenen Gebäude erhielten Hausnummern des Franz-Josefs-Kais. Später wurde unter diesem ehemaligen Bauplatz eine Tiefgarage errichtet und die Oberfläche gärtnerisch gestaltet.

## Adressen

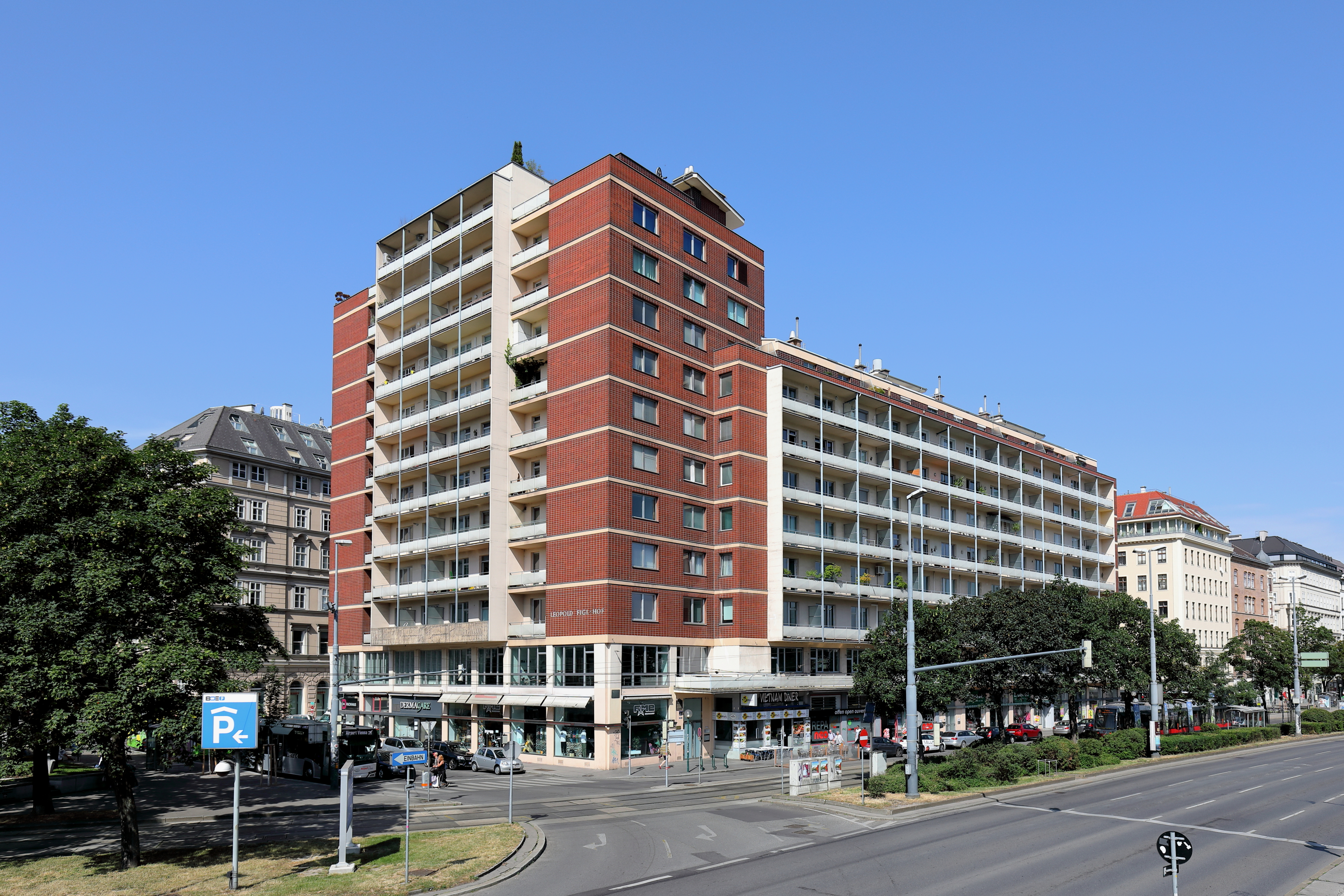
Die acht- bis zwölfgeschoßige Wohnhausanlage „Leopold-Figl-Hof“; errichtet von 1963 bis 1967

- Nr. 1 und 2: Rechts neben der zur Ruprechtskirche, einer der ältesten Wiens, führenden Ruprechtsstiege befinden sich die Häuser Morzinplatz 1 und 2.
- Nr. 3 bezeichnet das Gebäude zwischen Salzgries und Gonzagagasse, das mit seiner Schmalseite zum Platz zeigt.
- Nr. 4: Leopold-Figl-Hof auf dem Grundstück des 1945 zerstörten Hotels Métropole, 1938 bis 1945 Wiener Sitz der Gestapo (Opfergedenkraum, Eingang Salztorgasse)
- Gegenüber Nr. 4: Denkmal zur Erinnerung an die Opfer der Gestapo

Weitere Hausnummern bestehen nicht; der Häuserblock links neben der Ruprechtsstiege hat die Adresse Franz-Josefs-Kai 29.